# Liste der Ministerien in Polen
Dies ist eine Liste der staatlichen Ministerien in Polen. Momentan amtiert das Kabinett Tusk III.
| Name des Ministeriums                                    | Polnischer Name                                 | Bild | Aufgabenbereiche                                                                            | Gründung, Besonderheiten/Sonstiges |
| -------------------------------------------------------- | ----------------------------------------------- | ---- | ------------------------------------------------------------------------------------------- | --- |
| Kanzlei des Ministerpräsidenten                          | Kancelaria Prezesa Rady Ministrów               |      | Unterstützung des Premierministers                                                          | Seit 1997 |
| Ministerium für Bildung und Wissenschaft                 | Ministerstwo Edukacji i Nauki                   |      | Bildung, Erziehung, Wissenschaft, Hochschulbildung                                          | Im Mai 2006 Teilung des Ministeriums für Bildung und Wissenschaft, 2021 Zusammenlegung von Ressorts für Bildung und Wissenschaft |
| Finanzministerium                                        | Ministerstwo Finansów                           |      | Haushalt, öffentliche Finanzen, Banken                                                      | 1997 aus umgebildeten und fusionierten Ministerien gebildet, nach mehrmaligen Namensänderungen wurden Arbeit/Soziales, Regionale Entwicklung und Tourismus/Sport (2007) ausgegliedert. |
| Ministerium für Kultur und Nationalerbe                  | Ministerstwo Kultury i Dziedzictwa Narodowego   |      | Kultur und Schutz des nationalen Kulturerbes                                                | November 1999 (Oktober 2001 bis Oktober 2005: Ministerium für Kultur). |
| Ministerium der Verteidigung                             | Ministerstwo Obrony Narodowej                   |      | Verteidigung                                                                                | Neugründungen: 1807/1918/1945, während der Zweiten Polnischen Republik und des Zweiten Weltkriegs: Ministerium für militärische Angelegenheiten. |
| Ministerium für Landwirtschaft und ländliche Entwicklung | Ministerstwo Rolnictwa i Rozwoju Wsi            |      | Landwirtschaft, ländliche Entwicklung, Agrarmärkte, Fischerei                               | Seit 1999. |
| Ministerium für Sport und Tourismus                      | Ministerstwo Sportu i Turystyki                 |      | Sport, Tourismus                                                                            | Seit September 2005 Ministerium für Sport, Juli 2007 bis November 2019 und seit 2021 Ministerium für Sport und Tourismus |
| Ministerium für Inneres und Verwaltung                   | Ministerstwo Spraw Wewnętrznych i Administracji |      | Innere Angelegenheiten                                                                      | Seit 1997. 2011 bis 2015 Ministerium für Inneres |
| Ministerium für Auswärtige Angelegenheiten               | Ministerstwo Spraw Zagranicznych                |      | Auswärtige Angelegenheiten, polnische Mitgliedschaft in der Europäischen Union              | Seit 1918. |
| Ministerium der Justiz                                   | Ministerstwo Sprawiedliwości                    |      | Justiz                                                                                      | Seit 1917 |
| Ministerium für Klima und Umwelt                         | Ministerstwo Klimatu i Środowiska               |      | Wasser, Umwelt                                                                              | Seit 1972 Ministerium für Landesentwicklung und Umwelt, 1975 bis 1983 Ministerium für Verwaltung, Landentwicklung und Umweltschutz, bis 1985 Amt für Umweltschutz und Wasserwirtschaft, bis 1989 Ministerium für Umwelt und natürliche Ressourcen, bis 1999 Ministerium für Umweltschutz, natürliche Ressourcen und Forsten, bis 2019 Ministerium für Umwelt |
| Ministerium für Gesundheit                               | Ministerstwo Zdrowia                            |      | Gesundheit                                                                                  | Seit 1918 und neu seit 1944 |
| Ministerium für Staatsvermögen                           | Ministerstwo Aktywów Państwowych                |      | Staatsvermögen                                                                              | Seit 2019 |
| Ministerium für Entwicklung und Technologie              | Ministerstwo Rozwoju i Technologii              |      | Investition, Handel, Entwicklung, Technologie                                               | Seit 2021, Übernahme des Ministeriums für wirtschaftliche Entwicklung |
| Ministerium für Infrastruktur                            | Ministerstwo Infrastruktury                     |      | Infrastruktur, Verkehr, Wasserwirtschaft, Binnenschifffahrt, Maritime Wirtschaft, Luftfahrt | Seit 2018 |
| Ministerium für Familie und Sozialpolitik                | Ministerstwo Rodziny i Polityki Społecznej      |      | Arbeit, soziale Sicherheit, Familie                                                         | Seit 2020 |
| Ministerium für Regionalpolitik                          | Ministerstwo Funduszy i Polityki Regionalnej    |      | Regionalpolitik                                                                             | Seit 2019 |

| Name des Ministeriums                                  | Polnischer Name                                        | Bild | Aufgabenbereiche                                                                  | Gründung, Besonderheiten/Sonstiges |
| ------------------------------------------------------ | ------------------------------------------------------ | ---- | --------------------------------------------------------------------------------- | --- |
| Ministerium für Digitalisierung                        | Ministerstwo Cyfryzacji                                |      | öffentliche Verwaltung, EDV, Kommunikation                                        | Im November 2011 aus der Zusammenlegung des Ministeriums für Infrastruktur und des Ministeriums für Inneres (Inneres und Verwaltung) hervorgegangen. Im November 2015 aus dem Ministerium für Verwaltung und Digitalisierung ausgegliedert. 2020 aufgelöst und in die Kanzlei des Ministerpräsidenten eingegliedert.                                                                                       |
| Ministerium für Meereswirtschaft und Binnenschifffahrt | Ministerstwo Gospodarki Morskiej i Żeglugi Śródlądowej |      | Meerespädagogik, Meereswirtschaft, Wasserwirtschaft, Binnenschifffahrt, Fischerei | Das Ministerium wurde am 8. Dezember 2015 aus Teilen des Ministeriums für Infrastruktur und Entwicklung und des Ministeriums für Landwirtschaft und ländliche Entwicklung gegründet. 2018 folgte der Bereich Wasserwirtschaft aus dem Umweltministerium. Im Jahr 2020 wurde das Ministerium aufgelöst. |
| Wirtschaftsministerium                                 | Ministerstwo Gospodarki                                |      | Wirtschaft                                                                        | Das Ministerium wurde 1999 eingerichtet. Es wurde 2003 abgeschafft und in das neue Ministerium für Wirtschaft, Arbeit und Sozialpolitik eingegliedert. Das Ministerium wurde 2005 erneut errichtet. Es wurde 2015 abgeschafft und die Organisationseinheiten in das neue Ministerium für wirtschaftliche Entwicklung eingegliedert, welches später im Ministerium für Entwicklung und Technologie aufging. |